# 文武二道万石通
『文武二道万石通』（ぶんぶにどうまんごくとおし）とは、黄表紙の作品のひとつ。全三冊、天明8年（1788年）刊行。朋誠堂喜三二作、喜多川行麿画。寛政の改革における世相を風刺したもので人気を博したが、幕府より絶版の処分を受けた。

## あらすじ
鎌倉幕府は将軍源頼朝の時代。頼朝は重臣畠山重忠を呼び、今のように治まった天下では「文武」の道のうち「武」がおろそかになる、鎌倉にいる大名小名で「文」と「武」どちらの武士がどれだけ多いか明らかにせよと命じ、重忠は「文」と「武」のいずれにも属さぬ「ぬらくら武士」もお目にかけましょうと答える。
重忠は富士山の中に不老不死の薬ありと鎌倉の大小名たちに言うと、大小名たちはその薬を得ようとみな富士の人穴に入りその中を進む。そして「文」に優れた者、「武」に優れた者、そして「ぬらくら武士」の三つに分けることができた。「武」の者たちが「文」の者たちより数が勝ったので喜ぶ頼朝であった。しかしぬらくら武士たちは「文」や「武」の者よりもはなはだ多かった。
重忠はさらにこのぬらくら武士たちを「文」と「武」のいずれかに振り分けようと考え、ぬらくら武士の大小名たちに箱根七湯で二十一日間の休暇を与え、各々がどう過ごすのかを探る。さてその様子は…
- 湯元の湯…蹴鞠に生け花、聞香に茶の湯を楽しむ武士たち。
- 塔の沢の湯…碁と将棋にカルタ遊び、芸者遊び。
- 堂ヶ島の湯…囃子も入れて乱舞、釣りを楽しむ。
- 宮の下の湯…楊弓を楽しむ、義太夫節を語る。
- 木賀の湯…河東節を語る者、駒鳥や鶉を飼って楽しむ者。
- 底倉の湯…陰間遊び。興が過ぎて裸で陰間と相撲を取るもあり。
- 芦の湯…地獄谷をぶらつく者たち、女と見て声をかけるもはねつけられたり、盗賊（実は榛澤六郎と本田次郎）に出会って身ぐるみ剥がされたり。

大小名たちは箱根七湯を出立し大磯にまで来たが、重忠がその近くの川に堤を築きわざと氾濫させ、鎌倉へ帰れぬようにしたので、大磯の廓に十五日ほど居続けることになり、廓遊びにうつつを抜かす。廓のほうでは稼ぎ時と見て、普段よりも高い料金で遊ばせたところ、大小名たちはその遊興費が払えず三万両ものツケとなる。そこで大磯の揚屋にある池を手水鉢に見立て、無間（むけん）の鐘を撞くことで金を出そうとする。大名百人が池の周りに並び揃いの浴衣で柄杓を振り上げ、「三万両の金がほしいなぁ」と芸者の囃す音曲に合わせて大絶叫、すると池の中から三万両が出てきた。しかし実はこれも重忠のはかりごと。
その後、箱根七湯の事も大磯のことも、すべては重忠が人を「文」と「武」にふるい分ける計略と知れて、ぬらくら武士たちは頼朝公から「文とも武ともいってみろ」（「うんともすんともいってみろ」のしゃれ）とお叱りを受けたとさ。

## 解説
江戸幕府八代将軍徳川吉宗ののち、九代家重を経て十代家治のときに老中田沼意次による幕政が進められ、いわゆる田沼時代が訪れた。しかし政治の腐敗も進んだとされ意次は失脚、吉宗の孫にあたる老中松平定信が武士階級の綱紀粛正などに取り組む。これが寛政の改革である。将軍は15歳の徳川家斉に代替りしており、意次派の大名や旗本も幕府の要職から遠ざけられる、そんな時世に刊行されたのがこの『文武二道万石通』であった。
「万石通」（まんごくとおし）とは当時の農具の一種で「千石通し」ともいう。脱穀して舂いた米に混じるぬかを細かく篩い落とすもので、『和漢三才図会』の「千斛簁」（せんごくとおし）に図入りで解説されている。本作は話を源頼朝がいた鎌倉時代に仮託し、鎌倉というのは実は江戸、大磯の廓も吉原のこと、頼朝は家斉、重忠は定信に当たり、ぬらくら武士は文武奨励の寛政の改革で篩い落とされた意次派の武士たちのことを風刺したものである。挿絵の人物たちには衣服に「三」や「松」といった文字が入っている者があり、これが意次派の誰それと、当時の人々が見て想像させる仕掛けになっていた。田沼家の紋所「七曜紋」のある人物も描かれている。重忠の衣服には「梅鉢」の模様が見られるが、「梅鉢」は定信が養子に入った白河藩松平家の紋所に当たる。
| 七陽紋（左）と梅鉢紋（右）。 |  | 七陽紋（左）と梅鉢紋（右）。 |
| 七陽紋（左）と梅鉢紋（右）。 |  |                              |

重忠が武士たちを篩い分ける手はじめに富士の人穴が出てくるが、これは仁田忠常が源頼家の命によりこの富士の人穴に入ったという故事と、当時盛んだった富士信仰（富士講）を当て込んだものである。『我衣』（加藤曳尾庵著）には、「冨士講と名付るもの、俗の中にて（富士山に）度々登山したるものら（中略）天明の比より流行せしが」とあり、これらは市中で祈祷、まじないなどしたことから幕府に睨まれ、度々禁制が出るほどであった。人穴の中でぬらくら武士たちが進む道では、重忠の計略によるとろろ汁で滑ったり転んだりの滑稽を見せる。
箱根七湯と大磯のくだりは、当時の武士たちの自堕落ぶりを描く。大磯で出てくる「無間（むけん）の鐘」とは、静岡県掛川市粟ヶ岳の観音寺に在ったという鐘のことで、この鐘を撞けば死後無間地獄に落ちるが、現世ではどのような願いも叶うという伝説があった。歌舞伎役者の初代瀬川菊之丞は傾城役で手水鉢をこの「無間の鐘」に見立て、柄杓で打つと小判が湧いて出るという芝居を演じた。さらにこれを人形浄瑠璃『ひらかな盛衰記』（元文4年〈1739年〉初演）が取り入れ、傾城梅が枝が「無間の鐘」に見立てた手水鉢を柄杓で打ち、三百両の小判が出る場面がある。ぬらくら武士たちが揚屋の池を手水鉢に見立て、柄杓を振り上げ云々というのは、初代菊之丞以来の「無間の鐘」を滑稽なパロディにしたものである。
本作は天明8年の正月に版元蔦屋重三郎より売り出された。その売り上げと評判について、『近世物之本江戸作者部類』（曲亭馬琴著）は以下のように伝えている。
『世々之姿』（服部正礼著）も本作について、「今春大流行之草さうし（中略）余り余りはやり、七種頃迄に本店に売切、長箱躰之者も早速売り切り最早手に入兼申候」とあり、売り出して七種（正月七日）までには売り切れてしまうという大評判になったのである。
売り切れにより本作はほどなく増刷されることになった。ただし余りの大評判と、世相をうがちすぎたとして幕府を憚る向きがあったと見られ、増刷版は「梅鉢」や人物の衣服にある文字を違うものに差し替え、また一部の本文の削除、新たに人物を描き加えるなど内容が改められている。さらに修正を加えて一冊にした増刷版が作られ、それが同じ年の秋頃に至るもなお市中で売られていた。後にこれら初版と増刷版の版木は蔦屋の手を離れ、初版と増刷版の版木を混ぜて印刷製本したものも作られた。
しかし「古今未曽有の大流行」となった本作と作者の朋誠堂喜三二は、松平定信に目を付けられていた。喜三二こと平沢常富は久保田藩（佐竹氏）に仕え、江戸留守居役を勤める武士であった。定信の側近が記した風聞書『よしの冊子』には、次のような話がある。
定信は自邸で、喜三二の主君である佐竹侯（佐竹義和）に会うことがあった。そのとき定信は佐竹侯に、「あなたのご家来で草双紙を作るという者（喜三二）は、その手の才能は実に優れているようだが、それは大名家の家老として必要な才能ではありませんなあ」と言った。この嫌味に佐竹侯はそのまま捨て置かれず、喜三二を江戸から国元に異動させたという。『よしの冊子』にはこの記事からさかのぼって、「草双紙を作り候佐竹留守居（喜三二）、萬石通抔（など）と時事を造り候に付…」という記事も見られる。
この話は寛政元年（1789年）4月ごろの事であり、『文武二道万石通』が前年の正月に売り出されてから一年以上の間がある。また馬琴著の『伊波伝毛乃記』によれば、天明9年（1789年）正月に刊行された恋川春町作の『鸚鵡返文武二道』、唐来参和作の『天下一面鏡梅鉢』などとともに、『文武二道万石通』は幕府の命により絶版になったという。これについては『万石通』がどちらかといえば意次派を風刺する内容であり、草双紙などすぐに世間から忘れられる代物だと幕府側は考え目こぼしをしていた。しかし春町の『鸚鵡返』などの黄表紙が問題になったことで、「古今未曽有の大流行」となった『万石通』も改めて問題視され、一括して取締られたのではないかとする見方がある。いずれにせよこの後、喜三二は二度と黄表紙の作を世に出すことはなかった。